# 3e étape du Tour d'Espagne 2004
Pour un article plus général, voir Tour d'Espagne 2004.
La 3e étape du Tour d'Espagne 2004 a eu lieu le 6 septembre 2004 entre la ville de Burgos et celle de Soria sur une distance de 157 km. Elle a été remportée par l'Espagnol Alejandro Valverde (Comunidad Valenciana-Kelme) devant l'Australien Stuart O'Grady (Cofidis-Le Crédit par Téléphone) et le Russe Denis Menchov (Illes Balears-Banesto). Grâce aux bonifications glanées en cours d'étape, le Luxembourgeois Benoît Joachim s'empare du maillot de leader du classement général au détriment de son coéquipier Max Van Heeswijk.

## Classement de l'étape
| \| Classement de l'étape \| Classement de l'étape \| Classement de l'étape \| Classement de l'étape \| Classement de l'étape \| \| Coureur \| Coureur \| Pays \| Équipe \| Temps \| \| --------------------- \| --------------------- \| --------------------- \| ---------------------------------- \| --------------------- \| \| 1er \| Alejandro Valverde \| Espagne \| Comunidad Valenciana-Kelme \| 3 h 43 min 17 s \| \| 2e \| Stuart O'Grady \| Australie \| Cofidis-Le Crédit par Téléphone \| + 0 s \| \| 3e \| Denis Menchov \| Russie \| Illes Balears-Banesto \| + 0 s \| \| 4e \| Óscar Freire \| Espagne \| Rabobank \| + 0 s \| \| 5e \| Roberto Heras \| Espagne \| Liberty Seguros \| + 0 s \| \| 6e \| Stefano Garzelli \| Italie \| Vini Caldirola-Nobili Rubinetterie \| + 0 s \| \| 7e \| Francisco Mancebo \| Espagne \| Illes Balears-Banesto \| + 0 s \| \| 8e \| Aitor González \| Espagne \| Fassa Bortolo \| + 0 s \| \| 9e \| Damiano Cunego \| Italie \| Saeco \| + 0 s \| \| 10e \| Cadel Evans \| Australie \| T-Mobile \| + 0 s \| |                    |           |                                    |                 |
| |                    |           |                                    |                 |
| |                    |           |                                    |                 |
| Classement de l'étape |                    |           |                                    |                 |
| Coureur | Coureur            | Pays      | Équipe                             | Temps           |
| 1er | Alejandro Valverde | Espagne   | Comunidad Valenciana-Kelme         | 3 h 43 min 17 s |
| 2e | Stuart O'Grady     | Australie | Cofidis-Le Crédit par Téléphone    | + 0 s           |
| 3e | Denis Menchov      | Russie    | Illes Balears-Banesto              | + 0 s           |
| 4e | Óscar Freire       | Espagne   | Rabobank                           | + 0 s           |
| 5e | Roberto Heras      | Espagne   | Liberty Seguros                    | + 0 s           |
| 6e | Stefano Garzelli   | Italie    | Vini Caldirola-Nobili Rubinetterie | + 0 s           |
| 7e | Francisco Mancebo  | Espagne   | Illes Balears-Banesto              | + 0 s           |
| 8e | Aitor González     | Espagne   | Fassa Bortolo                      | + 0 s           |
| 9e | Damiano Cunego     | Italie    | Saeco                              | + 0 s           |
| 10e | Cadel Evans        | Australie | T-Mobile                           | + 0 s           |

## Classement général
| \| Classement général \| Classement général \| Classement général \| Classement général \| Classement général \| \| Coureur \| Coureur \| Pays \| Équipe \| Temps \| \| ------------------ \| -------------------- \| ------------------ \| ----------------------------- \| ------------------ \| \| 1er \| Benoît Joachim \| Luxembourg \| US Postal Service-Berry Floor \| + 9 h 16 min 00 s \| \| 2e \| Max van Heeswijk \| Pays-Bas \| US Postal Service-Berry Floor \| + 16 s \| \| 3e \| Floyd Landis \| États-Unis \| US Postal Service-Berry Floor \| + 22 s \| \| 4e \| Michael Barry \| Canada \| US Postal Service-Berry Floor \| + 22 s \| \| 5e \| Manuel Beltrán \| Espagne \| US Postal Service-Berry Floor \| + 22 s \| \| 6e \| Víctor Hugo Peña \| Colombie \| US Postal Service-Berry Floor \| + 22 s \| \| 7e \| David Zabriskie \| États-Unis \| US Postal Service-Berry Floor \| + 22 s \| \| 8e \| Alexandre Vinokourov \| Kazakhstan \| T-Mobile \| + 38 s \| \| 9e \| Cadel Evans \| Australie \| T-Mobile \| + 38 s \| \| 10e \| Alejandro Valverde \| Espagne \| Comunidad Valenciana-Kelme \| + 45 s \| |                      |            |                               |                   |
| |                      |            |                               |                   |
| |                      |            |                               |                   |
| Classement général |                      |            |                               |                   |
| Coureur | Coureur              | Pays       | Équipe                        | Temps             |
| 1er | Benoît Joachim       | Luxembourg | US Postal Service-Berry Floor | + 9 h 16 min 00 s |
| 2e | Max van Heeswijk     | Pays-Bas   | US Postal Service-Berry Floor | + 16 s            |
| 3e | Floyd Landis         | États-Unis | US Postal Service-Berry Floor | + 22 s            |
| 4e | Michael Barry        | Canada     | US Postal Service-Berry Floor | + 22 s            |
| 5e | Manuel Beltrán       | Espagne    | US Postal Service-Berry Floor | + 22 s            |
| 6e | Víctor Hugo Peña     | Colombie   | US Postal Service-Berry Floor | + 22 s            |
| 7e | David Zabriskie      | États-Unis | US Postal Service-Berry Floor | + 22 s            |
| 8e | Alexandre Vinokourov | Kazakhstan | T-Mobile                      | + 38 s            |
| 9e | Cadel Evans          | Australie  | T-Mobile                      | + 38 s            |
| 10e | Alejandro Valverde   | Espagne    | Comunidad Valenciana-Kelme    | + 45 s            |

## Classements annexes
| Classement par points | Classement par points | Classement par points | Classement par points           | Classement par points |
| Coureur               | Coureur               | Pays                  | Équipe                          | Points                |
| --------------------- | --------------------- | --------------------- | ------------------------------- | --------------------- |
| 1er                   | Stuart O'Grady        | Australie             | Cofidis-Le Crédit par Téléphone | 34 pts                |
| 2e                    | Óscar Freire          | Espagne               | Rabobank                        | 30 pts                |
| 3e                    | Erik Zabel            | Allemagne             | T-Mobile                        | 28 pts                |
| 4e                    | Alejandro Valverde    | Espagne               | Comunidad Valenciana-Kelme      | 27 pts                |
| 5e                    | Floyd Landis          | États-Unis            | US Postal Service-Berry Floor   | 25 pts                |

| Classement par points | Classement par points | Classement par points | Classement par points           | Classement par points |
| Coureur               | Coureur               | Pays                  | Équipe                          | Points                |
| --------------------- | --------------------- | --------------------- | ------------------------------- | --------------------- |
| 1er                   | Stuart O'Grady        | Australie             | Cofidis-Le Crédit par Téléphone | 34 pts                |
| 2e                    | Óscar Freire          | Espagne               | Rabobank                        | 30 pts                |
| 3e                    | Erik Zabel            | Allemagne             | T-Mobile                        | 28 pts                |
| 4e                    | Alejandro Valverde    | Espagne               | Comunidad Valenciana-Kelme      | 27 pts                |
| 5e                    | Floyd Landis          | États-Unis            | US Postal Service-Berry Floor   | 25 pts                |

| Classement de la montagne | Classement de la montagne | Classement de la montagne | Classement de la montagne     | Classement de la montagne |
| Coureur                   | Coureur                   | Pays                      | Équipe                        | Points                    |
| ------------------------- | ------------------------- | ------------------------- | ----------------------------- | ------------------------- |
| 1er                       | Floyd Landis              | États-Unis                | US Postal Service-Berry Floor | 6 pts                     |
| 2e                        | David Zabriskie           | États-Unis                | US Postal Service-Berry Floor | 4 pts                     |
| 3e                        | Manuel Beltrán            | Espagne                   | US Postal Service-Berry Floor | 2 pts                     |
| 5e                        | Benoît Joachim            | Luxembourg                | US Postal Service-Berry Floor | 1 pt                      |

| Classement de la montagne | Classement de la montagne | Classement de la montagne | Classement de la montagne     | Classement de la montagne |
| Coureur                   | Coureur                   | Pays                      | Équipe                        | Points                    |
| ------------------------- | ------------------------- | ------------------------- | ----------------------------- | ------------------------- |
| 1er                       | Floyd Landis              | États-Unis                | US Postal Service-Berry Floor | 6 pts                     |
| 2e                        | David Zabriskie           | États-Unis                | US Postal Service-Berry Floor | 4 pts                     |
| 3e                        | Manuel Beltrán            | Espagne                   | US Postal Service-Berry Floor | 2 pts                     |
| 5e                        | Benoît Joachim            | Luxembourg                | US Postal Service-Berry Floor | 1 pt                      |

| Classement du combiné | Classement du combiné | Classement du combiné | Classement du combiné         | Classement du combiné |
| Coureur               | Coureur               | Pays                  | Équipe                        | Points                |
| --------------------- | --------------------- | --------------------- | ----------------------------- | --------------------- |
| 1er                   | Floyd Landis          | États-Unis            | US Postal Service-Berry Floor | 9 pts                 |
| 2e                    | Benoît Joachim        | Luxembourg            | US Postal Service-Berry Floor | 12 pts                |
| 3e                    | Manuel Beltrán        | Espagne               | US Postal Service-Berry Floor | 19 pts                |
| 4e                    | David Zabriskie       | États-Unis            | US Postal Service-Berry Floor | 22 pts                |

| Classement du combiné | Classement du combiné | Classement du combiné | Classement du combiné         | Classement du combiné |
| Coureur               | Coureur               | Pays                  | Équipe                        | Points                |
| --------------------- | --------------------- | --------------------- | ----------------------------- | --------------------- |
| 1er                   | Floyd Landis          | États-Unis            | US Postal Service-Berry Floor | 9 pts                 |
| 2e                    | Benoît Joachim        | Luxembourg            | US Postal Service-Berry Floor | 12 pts                |
| 3e                    | Manuel Beltrán        | Espagne               | US Postal Service-Berry Floor | 19 pts                |
| 4e                    | David Zabriskie       | États-Unis            | US Postal Service-Berry Floor | 22 pts                |

| Classement par équipes | Classement par équipes        | Classement par équipes | Classement par équipes |
| Équipe                 | Équipe                        | Pays                   | Temps                  |
| ---------------------- | ----------------------------- | ---------------------- | ---------------------- |
| 1re                    | US Postal Service-Berry Floor | États-Unis             | 27 h 49 min 06 s       |
| 2e                     | T-Mobile                      | Allemagne              | + 1 min 03 s           |
| 3e                     | Illes Balears-Banesto         | Espagne                | + 2 min 18 s           |
| 4e                     | Comunidad Valenciana-Kelme    | Espagne                | + 2 min 19 s           |
| 5e                     | Phonak Hearing Systems        | Suisse                 | + 2 min 53 s           |

| Classement par équipes | Classement par équipes        | Classement par équipes | Classement par équipes |
| Équipe                 | Équipe                        | Pays                   | Temps                  |
| ---------------------- | ----------------------------- | ---------------------- | ---------------------- |
| 1re                    | US Postal Service-Berry Floor | États-Unis             | 27 h 49 min 06 s       |
| 2e                     | T-Mobile                      | Allemagne              | + 1 min 03 s           |
| 3e                     | Illes Balears-Banesto         | Espagne                | + 2 min 18 s           |
| 4e                     | Comunidad Valenciana-Kelme    | Espagne                | + 2 min 19 s           |
| 5e                     | Phonak Hearing Systems        | Suisse                 | + 2 min 53 s           |